# プロビジョニング
プロビジョニング（英: Provisioning）は、本来は「準備、提供、設備」などの意味であり、現在では通常、音声通信やコンピュータなどの分野における、ユーザーや顧客へのサービス提供の仕組みを指す。

## 概要
プロビジョニング(Provisioning)の本来の意味は、長旅に向けて食料などの確保をすることである。
- 注1: プロビジョニングには、配線、機器、信号の伝送など通信に関わるあらゆるものが含まれる。
- 注2: 緊急管理(NS/EP)通信サービスにおいては、「プロビジョニング」は「開始; initiation」と同義であり、既存のサービスや能力の優先順位の変更を含む。出典: 米国連邦規格1037C (英語: US Federal Standard 1037C)

通信に情報技術が様々なレベルで使われるようになり、通信サービスとより高レベルな基盤との区別はあいまいとなっている。そのため、プロビジョニングという用語も、データや技術リソースへのアクセスをユーザーに提供するシステムや様々な企業レベルの情報リソース管理について、任意の必要とされるシステムの構築を意味するようになってきている。
マネジメントの観点から見れば、CIOの監督の下で、人事部門やIT部門が協力して行う以下のようなことをプロビジョニングと言う。
- データリポジトリ、システム、ネットワークアプリケーション、データベースなどに唯一のユーザーIDを使ってアクセスできるよう認証する。
- 同様にコンピュータや電話などのハードウェアリソースの使用権限を適切に設定する。

プロビジョニングの最も基本的な部分として、組織のリソースとユーザーのプライバシーのセキュリティを確保するために、アクセス権の行使を監視する。次に法令順守とシステムの悪用や侵入への耐性を確保する。そして、さらには組織内のシステムで使われるブートイメージを管理・制御することでTCO削減を図ることもある。
プロビジョニングという用語は、仮想化、オーケストレーション、ユーティリティコンピューティングといった概念と組になって使われることが多い。例えば、OASIS の Provisioning Services Technical Committee (PTSC) は XMLベースの各種プロビジョニング情報交換のためのフレームワークを定義している。それが SPML（Service Provisioning Markup Language）であり、「組織内または組織間でのID割り当て情報やシステムリソース割り当て情報とプロビジョニングを管理する」ためのものである。
プロビジョニングが完了すれば、そのシステムは期待通りの標準に従って運用されることが保証される。従って、プロビジョニングはサービス運用の開始までを扱い、その後はシスオペやシステム管理の範疇となる。

## 種類

### サーバ・プロビジョニング
利用可能なサーバ群（サーバファーム）からサーバを選び出し、適切なソフトウェア（オペレーティングシステム、デバイスドライバ、ミドルウェア、アプリケーションソフトウェア）をロードし、システムを適切に設定したり、サーバ固有の設定（IPアドレスなど）をしたり、といった作業をサーバ・プロビジョニングと呼ぶ。これには、そのサーバを運用可能にするまでのあらゆる作業が含まれる。インターネットサービスプロバイダ (ISP) やホスティングサービス業者は、サーバ・プロビジョニングを頻繁に行うため、作業をパラメータ化していることが多い。物理的なハードウェアを新たに用意するのではなく、バーチャルホストを構成する場合が多い。
BladeLogic(現・BMCソフトウェア)、IBM、ヒューレット・パッカードなどから、サーバ・プロビジョニングを自動化するソフトウェア製品がある。
要するに、サーバ・プロビジョニングは組織の要求に基づいたサーバ構成の定義である。ハードウェアやソフトウェアをどのような構成にするかは、そのサーバの用途に依存する。冗長構成にするかどうかは、組織がそのサーバの可用性をどう考えているかに依存する。重要なアプリケーションほど、クラスタ構成やRAIDなどを使ってダウン時間の削減を図る。

### サービス・プロビジョニング
サービス・プロビジョニングとは、ISP が会員ごとに行う作業全般を指す。
- DNSサーバの指定などを含めたDNSの設定
- 電子メールの設定。メーリングリスト設定や電子メールの転送設定なども含む
- 個人Webサイトのための HTTP および HTTPS サービス。パスワード保護されたディレクトリの用意など
- FTP の設定
- MySQLやPHP のサポート
- ウィキ設定。ただし、ISPが用意していることは今のところ[いつ?]ほとんどない。
- ストレージの容量の用意。

### ユーザ・プロビジョニング
ユーザ・プロビジョニングとは、1つまたは複数のシステムやディレクトリやアプリケーションにおいて、ユーザアカウントの生成・保守・削除などを行うことであり、完全に自動化されている場合とそうでない場合がある。ユーザ・プロビジョニングのためのソフトウェアは、変更伝播、セルフサービスワークフロー、統合ユーザ管理といったプロセスに従って動作する。ユーザアカウントが具体的にどういう人（組織）に対応するかは、そのサービスの内容に依存する（従業員かもしれないし、取引先業者かもしれないし、顧客かもしれない）。ユーザ・プロビジョニングの対象となるサービスとしては、電子メール、ディレクトリ・サービス、データベースアクセス、何らかのネットワークやメインフレームへのアクセスなどがある。ユーザ・プロビジョニングは一種のアイデンティティ管理ソフトウェアである。

### モバイルサブスクライバー・プロビジョニング
既存の携帯電話ネットワーク加入者（subscriber）への新たなサービスの構築・提供を指す。GPRS、MMS、インスタントメッセージ、さらにはインターネット上のチャットや電子メールサービスとのゲートウェイなどである。

### モバイルコンテンツ・プロビジョニング
いわゆるモバイルコンテンツを携帯電話などに提供すること。